# Il persecutore (racconto)
Il persecutore (El perseguidor) è un racconto dello scrittore argentino Julio Cortázar, pubblicato per la prima volta nel 1959 nella raccolta Le Armi Segrete (Las armas segretas), il libro che ha segnato la svolta artistica nell'opera dell'autore e ha inaugurato un nuovo modo di sentire e vivere la realtà.

## Trama
La storia si svolge principalmente a Parigi negli anni '50 e consiste nella biografia di Johnny Carter, musicista di jazz, che può essere identificato con la figura di Charlie Parker, grande sassofonista e compositore statunitense. Bruno, giornalista, critico musicale e amico del protagonista è il narratore del racconto e scrive la biografia su Johnny Carter.
All'inizio del racconto Bruno si reca nell'hotel in cui Johnny alloggia insieme alla sua compagna Dédéé. Lo stato di salute del protagonista è precario a causa della sua dipendenza dalla droga e dall'alcol. Inoltre, ha perso per l'ennesima volta il sassofono, strumento indispensabile per il suo lavoro. Bruno aiuta la coppia, prestando loro del denaro e procurando a Johnny un nuovo sassofono affinché possa continuare a suonare e la sua salute possa migliorare. Johnny però, in preda a una nuova crisi di astinenza peggiora sempre di più. Durante la registrazione di Amorous, la composizione che sarà poi considerata come una delle sue migliori opere, smette di suonare il sassofono e va a nascondersi in un angolo, lasciando tutti senza parole. Johnny avrebbe poi voluto cancellare quella registrazione che grazie ad un bluff del produttore sarà salvata. Il protagonista dà fuoco alla camera dell'hotel in cui alloggiava e viene immediatamente ricoverato in ospedale. L'abuso di droga e l'influenza di personaggi negativi che orbitano intorno al protagonista e che, in taluni casi, gli procurano la marijuana, determinano i comportamenti deviati di Johnny.  Successivamente, il protagonista soffre a causa della morte di sua figlia Bee. Infine, si reca a New York, dove morirà. Bruno pubblicherà la biografia dell'artista omettendo tutti i lati negativi dell'artista, elogiandolo dal punto di vista musicale e ottenendo un successo strepitoso.
Al di là della trama, ciò che ha realmente un ruolo fondamentale nel racconto sono gli incontri e le conversazioni che avvengono tra Johnny e Bruno. Infatti permettono di conoscere alcuni aspetti importanti della vita del protagonista: la sua innovatrice produzione musicale, il suo talento per l'improvvisazione, le persone che lo circondano e soprattutto i problemi con l'alcol e con la droga. Fanno anche capire che ne Il persecutore ciò che è realmente importante non è la storia, ma il malessere di Johnny, le sue inquietudini e i suoi dubbi esistenziali. Le conversazioni con Bruno sono lo strumento che Córtazar utilizza per esprimere queste inquietudini e per mostrarci la relazione tra queste ultime e la sua vocazione musicale.

## Personaggi
Johnny Carter
Il nome del protagonista, Johnny Carter, è il frutto dell'unione dei nomi di due grandi musicisti di jazz, predecessori di Charlie Parker: Johnny Hodges e Benny Carter. Cortázar, all'interno del suo racconto, descrive il protagonista come un uomo imprevedibile, caotico, dipendente dalla marijuana, dall'alcol, dal sesso e schiavo di se stesso e della sua carriera.
Johnny è un uomo profondamente turbato, ricco di inquietudini e dubbi esistenziali. Il protagonista pensa che esista un'altra realtà, al di là del tempo reale, diversa da quella in cui vive e che racchiuda il senso della sua esistenza. Tutta la sua vita consiste nel provare a raggiungere quest'altra dimensione, uno spazio ipotetico che è convinto di intravedere attraverso la sua musica. Proprio in questo senso Johnny Carter è un “persecutore”, insegue vanamente una realtà superiore alla quale riesce solo ad avvicinarsi grazie alla musica senza, però, mai raggiungerla concretamente. Da qui, la persecuzione del protagonista, vittima e carnefice di se stesso, che lo porterà all'inesorabile autodistruzione. Ma Johnny non insegue solo una dimensione superiore, ricerca anche uno spazio in cui si possa liberare da quelle caratteristiche tipiche della condizione umana: l'insoddisfazione cronica e il desiderio sfrenato di totalità. Sembra che il desiderio di libertà dipenda dalla sua inaccessibilità e inesistenza. Johnny crede in Dio, ma la sua ricerca dell'assoluto è una questione personale e non religiosa. 
Bruno
Bruno è il narratore de Il persecutore. Per Bruno, avviene un processo di rivelazione nel momento in cui scrive. La sua narrazione non è sempre logica infatti è ricca di contraddizioni. Bruno è completamente diverso da Johnny. Il protagonista è imprevedibile e irrazionale, il narratore è razionale e condizionato dall'ambiente culturale dell'epoca. Bruno dà valore a ciò che Johnny non ritiene importante: la casa, la moglie, il lavoro, le varie traduzioni ed edizioni della biografia del musicista che gli conferiscono fama e prestigio. Inoltre, raramente trasgredisce le regole e quando lo fa, incolpa altre persone (come avviene nella sua relazione extra-coniugale con Baby Lennox.). Aiuta Johnny nei momenti di difficoltà, organizza concerti e consegue contratti. Si preoccupa di cose superficiali come le responsabilità lavorative, il suo prestigio, vive nella realtà quotidiana, dipende dai successi del protagonista. Anch'egli è, però, un persecutore. Ricerca, infatti, l'autenticità  in un mondo di apparenza e l'immortalità letteraria con la sua biografia, tradotta in molte lingue. È tipicamente umano e ciò si nota dai suoi interrogativi, dalle sue insicurezze e dal suo desiderio di gloria. Anche se a differenza di Johnny non ricerca una realtà superiore a quella in cui vive, è consapevole che essa esista. Prova dei sentimenti contraddittori nei confronti di Johnny: sente il bisogno di stargli lontano ma quando lo è non fa altro che ricordarlo, lo evoca e lo condanna, lo ammira e lo denigra. 
Altri personaggi
Johnny è circondato da una serie di personaggi secondari: la marchesa Tica, una donna molto ricca che ha relazioni sessuali con il protagonista, che lo sostiene e lo aiuta economicamente. Dédéé è la compagna dell'artista. Lan è la ex moglie, mentre Bee è la figlia morta. Ci sono poi i musicisti che suonano insieme al protagonista come Marcel Gavoty e Art Boucaya.

## Temi
Tempo
Riprendendo le idee trattate nella descrizione del protagonista, il tempo è sicuramente il tema centrale del racconto. Per Johnny il tempo è un qualcosa di indefinito, inconsistente e variabile, una dimensione alternativa alla realtà fisica che lo circonda. Il suo concetto di tempo è completamente diverso da quello delle altre persone. 
Musica
La musica è uno dei mezzi che egli ha a disposizione per cercare di accedere all'altra dimensione. Nasce da un'unione di atti irrazionali, anormali (camminare scalzo durante le sessioni di registrazione, ubriacarsi, incendiare la camera dell'hotel in cui alloggia) e altri comportamenti tipici degli uomini (piangere per Bee, ricordarsi del vestito rosso di Lan, di alcuni momenti dell'infanzia, di sua madre). La musica condensa questi momenti in un solo istante, permettendo di intravedere quella realtà superiore che tanto cerca.
Marijuana
Un altro strumento attraverso il quale Johnny cerca di raggiungere quest'altra realtà superiore è sicuramente la marijuana. Infatti, le sostanze stupefacenti alterano o intensificano le sensazioni e le percezioni di chi le assume e trascinano l'uomo al di fuori della realtà quotidiana, in una dimensione di pace spirituale in cui sperimenta una specie di riconciliazione tra le tensioni e le contraddizioni del suo essere. All'interno del racconto Johnny soffre crisi di astinenza e spesso i suoi ragionamenti non sono che il frutto delle allucinazione provocate dalla droga. Pensava, infatti, di camminare tra urne colme di cenere, una delle quali era vuota perché avrebbe dovuto contenere i suoi resti. Oppure perdeva il controllo, per esempio quando Bruno si è congedato da Johnny e il protagonista, offeso, gli ha dato le spalle e si è spogliato, rimanendo completamente nudo.
Lo specchio e la maschera
Cortázar utilizza all'interno del suo racconto le immagini dello specchio e della maschera. Quando Johnny legge la biografia che Bruno ha scritto su di lui, il protagonista non si riconosce. Pensa infatti che il critico di jazz non abbia raccontato avvenimenti che facciano capire la sua vera realtà. Infatti Bruno nella sua opera si era limitato a parlare della musica di Johnny, del suo talento artistico, omettendo tutti i suoi lati negativi. Quindi, la biografia di Bruno descriveva un uomo diverso da come il protagonista era realmente. In conclusione la sua biografia non è nient'altro che una maschera che nasconde la vera natura del protagonista, uno specchio che fa vedere la realtà in un modo completamente diverso.

## Charlie Parker
Questo racconto si basa sugli ultimi giorni di vita di Charlie Parker, sassofonista e compositore statunitense di musica jazz. Egli è ricordato per essere stato uno dei padri fondatori del movimento musicale chiamato bepop, oltre che per la sua padronanza della tecnica sassofonistica. La biografia di Johnny Carter è simile a quella di Charlie Parker, ma differisce per quanto riguarda i nomi dei protagonisti: l'ex moglie Chan è identificata nel racconto con Lan, la figlia Pree è Bee e la baronessa Pannonica di Koenigswarter prende il nome di marchesa Tica. Proprio come il protagonista del racconto, Charlie Parker era dipendente dalla droga (si trattava però di eroina e non marijuana), aveva trascorso del tempo in ospedali psichiatrici, aveva dato fuoco alla camera dell'hotel in cui alloggiava. Nel racconto viene anche ricreata la disastrosa ma famosa registrazione di Lover Man (intitolata nell'opera di Córtazar, Amorous) e viene riprodotta il modo un cui Charlie Parker morì.

## Edizioni
- Julio Cortázar, Il persecutore, Einaudi, 2003, ISBN 9788806165017.